# Вулиця Бєляєва (Мелітополь)
Вулиця Бєляєва — вулиця у місті Мелітополь. Йде від Інтеркультурної вулиці до вулиці Героїв України.

## Назва
Згідно з довідником М. Крилова «Вулиці Мелітополя», вулиця названа в 1932 році на честь померлого голови Мелітопольської міської ради Олександра Олексійовича Бєляєва, який керував містом в 1930—1931 роках.
Однак в книзі М. Мохова «Їхніми іменами названі вулиці міста Мелітополя» вказано, що вулиця названа на честь радянського космонавта Павла Івановича Бєляєва (1925—1970), який в 1965 року здійснив космічний політ як командир космічного корабля «Восход-2» разом з Олексієм Леоновим, котрий під час польоту здійснив перший у світі вихід у відкритий космос. Крилов в підтвердження найменування вулиці в 1932 році посилається на протоколи засідань президіуму Райвиконкому. Майбутньому Космонавту Бєляєву в той момент ще не виповнилось 7 років.
В будь-якому разі, коли в 2016 році під час декомунізації перейменовувались вулиці, названі на честь радянських діячів, вулиці Бєляєва залишили її стару назву.
Поруч з вулицею також існував провулок Бєляєва (принаймні з 1957 по 1984 рік), який зник після будівництва багатоповерхових будинків на місці приватної забудови.

## Історія
Вулиця згадується в лютому-жовтні 1924 року як Московська вулиця. Розташовувалась в районі, який тоді називався Новий Мелітополь. На плані 1926 року позначена як Морозовська. В 1929 і 1930 згадується як Московська. 2 лютого 1932 перейменована на вулицю Бєляєва. На вулиці встановлено меморіальну дошку Байбулатову.